# ستيفن ماركس
ستيفن ماركس (بالإنجليزية: Stephen Marks)‏ هو شخصية أعمال بريطاني، ولد في 23 مايو 1946 في هارو ‏ في المملكة المتحدة.